# Пялтре
Пялтре (ест. Pältre) — село в Естонії, входить до складу волості Міссо, повіту Вирумаа.